# David Wechsler (Autor)

David Wechsler (1961)

David Wechsler (* 28. Dezember 1918 in Zürich; † 11. August 1990 ebenda) war ein schweizerischer Schriftsteller und Drehbuchautor, der bei der Oscarverleihung 1949 den Oscar für die beste Originalgeschichte gewann sowie zugleich für den Oscar für das beste adaptierte Drehbuch nominiert war.

## Leben
David Wechsler, Sohn des aus Polen stammenden Filmproduzenten Lazar Wechsler, studierte nach dem Schulbesuch Geschichte an der Universität Zürich und legte dort 1945 seine Promotion zum Dr. phil. mit einer Dissertation über den Historiker Wilhelm Oechsli mit dem Titel Wilhelm Oechsli: Geschichtsauffassung und Problematik des 19. Jahrhunderts ab. Danach wurde er Mitarbeiter der von seinem Vater geleiteten Filmverleih- und Filmproduktionsgesellschaft Praesens-Film und verfasste zwischen 1945 und 1966 die Vorlagen und Drehbücher für fünf Filme.
Seinen grössten Erfolg hatte er mit Richard Schweizer für den von seinem Vater mitproduzierten Film Die Gezeichneten (1948) von Fred Zinnemann mit Montgomery Clift, Aline MacMahon und Jarmila Novotná in den Hauptrollen: Hierfür gewannen er und Schweizer den Oscar für die beste Originalgeschichte und waren darüber hinaus für den Oscar für das beste adaptierte Drehbuch nominiert.
Daneben verfasste Wechsler Romane, Erzählungen und ein Schauspiel.
David Wechsler war dreimal verheiratet und hatte fünf Kinder.

## Filmografie
- 1945: Die letzte Chance
- 1948: Die Gezeichneten
- 1953: Sie fanden eine Heimat (Unser Dorf)
- 1955: Heidi und Peter
- 1966: Angeklagt nach § 218 (Der Arzt stellt fest…)

## Veröffentlichungen
- 1953: Sie fanden eine Heimat (Erzählung)
- 1955: Spiel ohne Regeln (Roman)
- 1961: Wege zu Rahel (Schauspiel in 3 Akten)
- 1962: Ein Bündel blauer Briefe (Erzählung)
- 1963: Ein Haus zu wohnen (Roman)

## Auszeichnungen
- 1949: Oscar für die beste Originalgeschichte